# 克卢萨哈奇大桥
克卢萨哈奇大桥（英語：Caloosahatchee Bridge）是一座位于美国佛罗里达州西南部麥爾茲堡的桥梁，跨越克盧薩哈奇河，因而得名。桥梁承载41号美国国道，在当地为“克里夫兰大道”（Cleveland Avenue），双向四车道，1962年完工，但由于与南侧土地拥有者的协商难题延迟到1964年通车。

## 图集

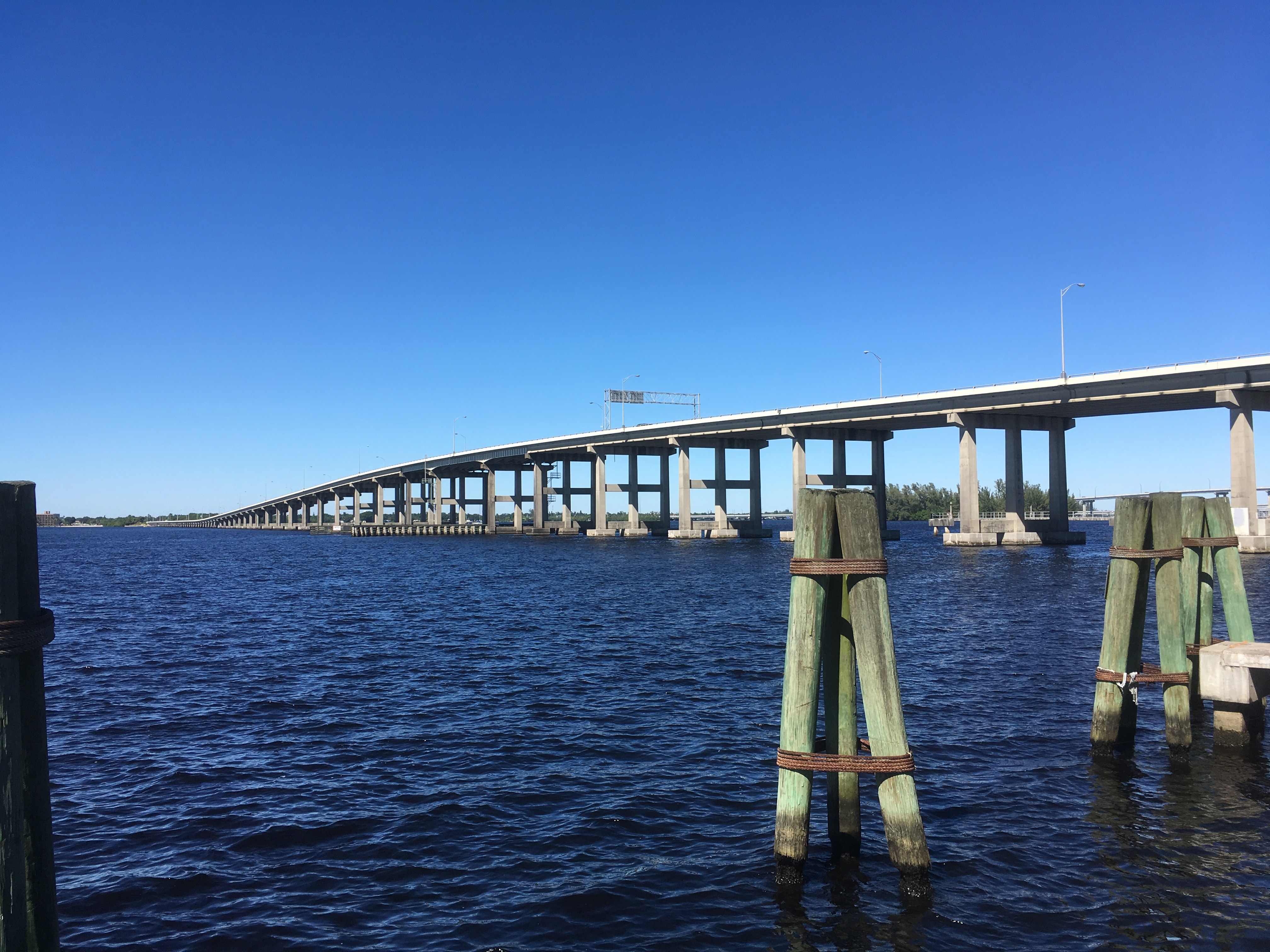
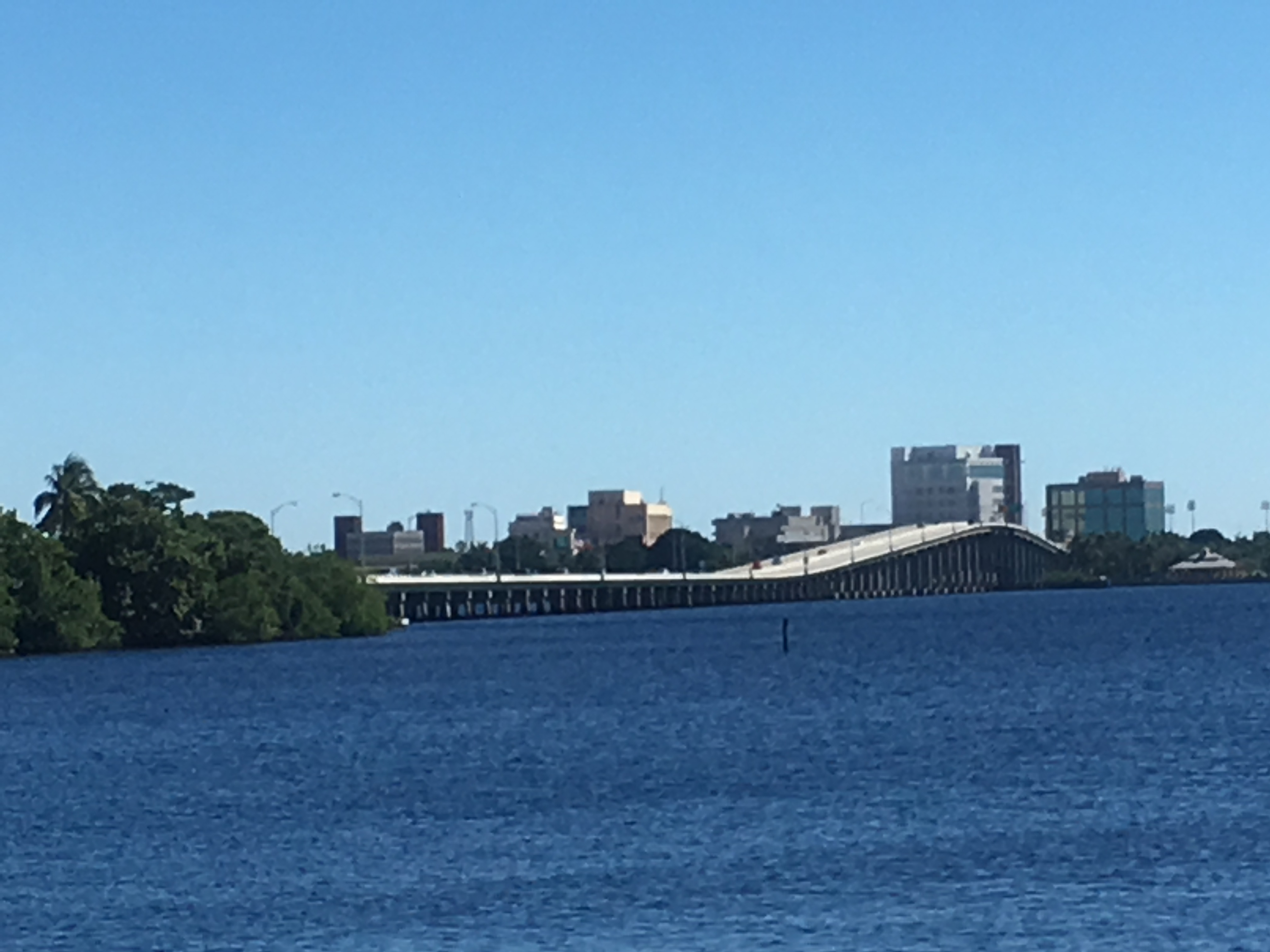
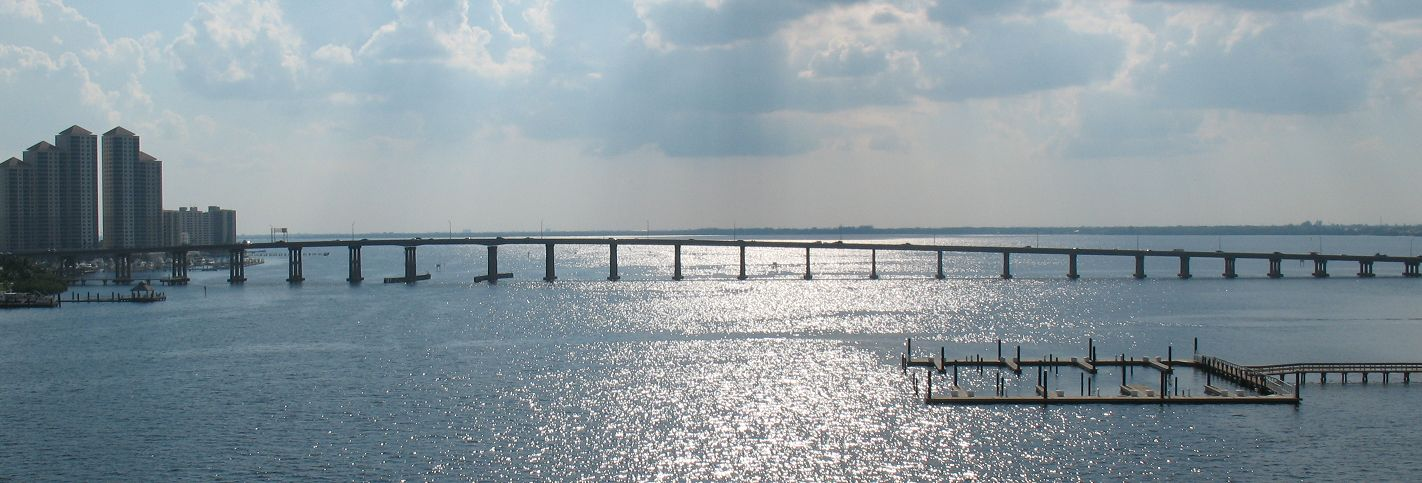